# Ceriops decandra
Ceriops decandra är en tvåhjärtbladig växtart som först beskrevs av Griffith, och fick sitt nu gällande namn av Ding Hou. Ceriops decandra ingår i släktet Ceriops, och familjen Rhizophoraceae. Inga underarter finns listade i Catalogue of Life.